# Ольга Московская (старица)
Ольга Московская — блаженная старица Русской православной церкви.

## Жизнеописание
Родилась в 1871 году в деревне Иншино Московской губернии (ныне Городской округ Егорьевск, Московская область) в многодетной семье крестьян Ивана и Агриппины Ложкиных. В отроческие годы, по совету отца, поступила послушницей в Каширский Никитский монастырь, где выполняла различные хозяйственные работы. Затем приняла монашеский постриг с именем «Моисея». В 1919 году, боясь закрытия монастыря, насельницы преобразовали его в трудовую артель. Но в 1920-х годах монастырь всё же был закрыт. После закрытия обители Моисея жила некоторое время в родной деревне у сестры Анны (родительский дом сгорел), затем уехала в Москву. Все годы она не снимала монашеского облачения, исправно посещала московские храмы, её часто приглашали для чтения псалтыря по умершим. Несколько раз её арестовывали, но после непродолжительного пребывания в тюрьме отпускали. В послевоенные годы монахиня Моисея была тайно пострижена отцом Амвросием Балабановским в схиму с именем Ольга. После того как старица Ольга начала юродствовать, её поместили в психиатрическую больницу. Вызволить её из больницы удалось келейнице Акилине Никитичне Рыбалко (1911—2000), оформив над ней опекунство. Блаженная Ольга стала принимать дома людей открыто. Сюда к блаженной старице приходили за советом и помощью не только миряне, но и монахи, семинаристы, священники. Незадолго до смерти Ольга заболела. Умерла 23 января 1973 года. Похоронена в Москве на Калитниковском кладбище. Могила блаженной старицы Ольги стала местом паломничества для многих православных людей.